# 베이윈허시역
베이윈허시역(중국어: 北运河西站)은 계획 건설 기간 동안 위다이허다제역(玉带河大街站)으로 불렸으며, 중국 베이징시 퉁저우구 중창 가도 자오뎅위 대가(赵登禹大街), 위다이허 동가(玉带河东街), 빈허베이루 교차로(滨河北路交叉口)에 위치한 베이징 지하철 6호선의 지하철역으로 2014년 12월 28일 6호선 2단계 개통과 함께 개장되었다.

## 위치
베이윈허시역은 베이징시부중심 윈허 상무구, 베이윈허 서안(西岸), 위다이허 대가의 북쪽에 위치하고 있으며, 북서 - 남동 방향으로 배열되어 있다.

## 역 구조

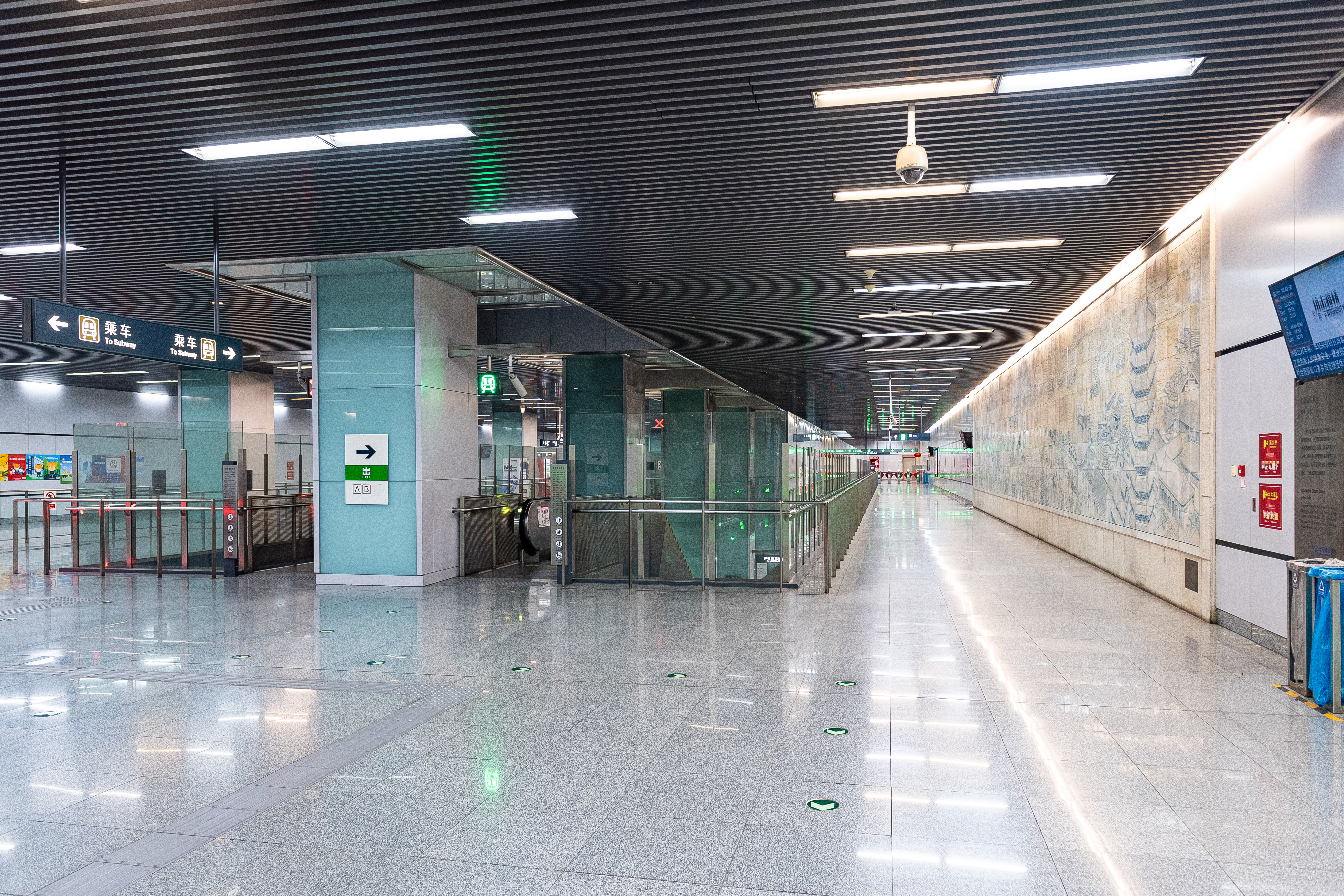
대합실(2021년 2월)

### 층별 구조
베이윈허시역은 219.1m 길이의 지하 2층 역으로 섬식 승강장 설계를 채택했다.
| 지면층          | 가도                            | A—B출구                         |
| 지하 1층 대합실 | 대합실                          | 고객 센터, 자동발매기, 개집표기 |
| 지하 2층 승강장 | ←                               | ■ 6호선 진안차오 방면 (퉁윈먼)  |
| 지하 2층 승강장 | 섬식 승강장, 왼쪽 출입문이 열림 |                                 |
| 지하 2층 승강장 | →                               | ■ 6호선 루청 방면 (베이윈허둥)  |

### 출구
베이윈허시역에는 총 3개의 출입구가 있지만 2017년 6월 기준 A, B 2개의 출입구만 개방하고 C 출입구는 개통을 보류 중이다.
|                         |                     |                                                                                                 |      |                  |
| 출구                    | 지시                | 목적지                                                                                          | 사진 | 장애인 편의 시설 |
| 出口 · A                | 빈허 중로(滨河中路) | 빈허 중로(滨河中路), 위다이허차오(玉带河桥)                                                     |      |                  |
| 出口 · B                | 빈허 중로(滨河中路) | 빈허 중로(滨河中路), 위다이허차오(玉带河桥), 난징 은행 베이징 퉁저우 지행(南京银行北京通州支行) |      | 빈칸             |
| 아이콘 설명: 엘리베이터 |                     |                                                                                                 |      |                  |